# Drzewce (powiat międzychodzki)
Drzewce – wieś sołecka w Polsce położona w województwie wielkopolskim, w powiecie międzychodzkim, w gminie Międzychód.

## Historia
W okresie Rzeczypospolitej Obojga Narodów miejscowość wieś położona była na śródleśnej polanie i powstała jako osada olęderska w 1724.
W wyniku II rozbioru Rzeczypospolitej w 1793, miejscowość przeszła w posiadanie Prus i jak cała Wielkopolska znalazła się w zaborze pruskim. W okresie Wielkiego Księstwa Poznańskiego (1815–1848) miejscowość wzmiankowana jako Drzewce Olendry należała do wsi większych w ówczesnym pruskim powiecie Międzyrzecz w rejencji poznańskiej. Drzewce Olendry należały do okręgu międzychodzkiego tego powiatu i stanowiły część majątku Prusim, którego właścicielem był wówczas Reich. Według spisu urzędowego z 1837 roku wieś liczyła 269 mieszkańców, którzy zamieszkiwali 31 dymów (domostw).
W latach 1975–1998 należała administracyjnie do województwa gorzowskiego.
Do 1939 we wsi znajdowały się: krzyż przydrożny oraz figura Serca Jezusa. Oba zostały zniszczone przez niemieckiego okupanta. Po wojnie w miejsce zniszczonego postawiono nowy krzyż przydrożny przy wjeździe do wsi oraz kapliczkę w formie groty z figurą Najświętszego Serca Jezusowego (w 1946, z napisem A.Sz. w centrum wsi obok szkoły).